# 26 Весов
26 Весов (лат. 26 Librae, HD 135230) — одиночная звезда в созвездии Весов на расстоянии приблизительно 814 световых лет (около 250 парсеков) от Солнца. Видимая звёздная величина звезды — +6,172m.

## Характеристики
26 Весов — бело-голубой гигант спектрального класса B9III. Радиус — около 4,73 солнечных, светимость — около 206,83 солнечных. Эффективная температура — около 9679 К.